# Рори Делап
Рори Джон Делап (на английски: Rory John Delap) е роден в Англия ирландски професионален футболист, полузащитник. Той е играч на Стоук Сити. Висок е 183 см. Известен е с изпълнението на дълги тъчове. В кариерата си Делап има 43 асистенции от тъч.
Делап преминава в Стоук през 2006 г. под наем от Съндърланд. Трансферът става постоянен през януари 2007 г.